# 대한민국의 선거구
이 문서는 대한민국의 선거구에 대해 다룬다.

## 법적 근거
대한민국의 선거구는 선출직 공직자를 선출하기 위해 선거가 실시되는 지역단위이다. 선거구는 선거의 종류에 따라 나뉘게 된다. 대통령선거와 비례대표국회의원선거의 경우에는 전국을 단위로 하여 선거를 하고, 비례대표시·도의원선거와 비례대표시·군·구의원선거는 해당 시·도와 시·군·구를 단위로 한다 지방자치단체장선거는 해당 지방자치단체의 관할구역을 단위로 하며, 지역구국회의원선거와 지역구지방의회의원선거는 행정구역을 기초로 하여 선거구를 한다.
중앙선거관리위원회 소속으로 국회의원선거구획정위원회를, 시도청 소속으로 자치구·시·군의원선거구획정위원회를 설치하여 선거구가 획정된다. 국회의원선거구획정위원회는 중앙선거관리위원회위원장이 위촉하는 9명으로 구성하되 직무에 관하여 독립된 지위를 가진다. 자치구·시·군의원선거구획정위원회는 시·도의회 및 시·도선거관리위원회가 추천하는 사람으로 11명 이내의 위원으로 구성한다. 다만, 세종특별자치시와 제주특별자치도는 각각 특별법에 의거하여 지방의회에서 조례를 통해 선거구를 획정한다.
국회의원지역구는 시·도의 관할구역 안에서 인구·행정구역·지리적 여건·교통·생활문화권 등을 고려하여 획정한다. 이때, 인구 기준은 선거일 15개월 전이 속하는 달의 말일을 기준으로 하며, 하나의 시·군·구를 분할하여 다른 지역구에 속하게 할 수 없다. 또한 인구범위를 지키는 선에서 농산어촌의 지역대표성이 반영될 수 있도록 노력하여야 하며, 임기중 지역구가 변경된 경우라도 임기만료에 의한 총선거가 시행되기 전의 보궐선거에서는 바뀐 지역구는 적용되지 않는다. 지방의회의원선거구는 인구·행정구역·지세·교통 등을 고려하여 획정한다. 이때 시·도의원지역구의 의원정수는 1명으로 하며, 시·군·구의원지역구의 의원정수는 2명 이상 4명 이하로 한다. 또한 국회의원지역구와 달리 어떠한 경우에도 읍·면·동의 일부를 분할하여 다른 읍·면·동지역구에 속하게 할 수 없다. 임기중 지역구가 변경될 경우 원칙적으로는 임기만료에 의한 선거가 시행되기 전의 보궐선거에서는 이를 적용하지 아니한다. 다만, 지방자치단체가 다른 지방자치단체에 편입되거나 합쳐지는 경우, 시가 광역시로 승격하는 경우에는 이전의 지방의회의원의 임기가 종료되고 새로운 선거를 실시하여야 한다. 또한 하나의 지방자치단체를 분할할 경우, 읍 또는 면이 시로 승격한 경우, 자치구가 아닌 구가 자치구로 승격한 경우에도 새 선거를 실시하며 지역구의 수가 늘어난 경우에는 증원선거를 실시한다.

## 연혁

### 국회의원 선거구 수
| 대수      | 선거구 획정일   | 지역구     | 비례대표   | 총 의석 수                     | 비고                                                             |
| --------- | --------------- | ---------- | ---------- | ------------------------------ | ---------------------------------------------------------------- |
| 1         |                 | 200석      |            | 200석                          |                                                                  |
| 2         |                 | 210석      | 210석      |                                |                                                                  |
| 3         |                 | 203석      | 203석      |                                |                                                                  |
| 4         |                 | 233석      | 233석      |                                |                                                                  |
| 5 (민/참) |                 | 233석/58석 | 233석/58석 | 유일하게 양원제로 실시된 선거. |                                                                  |
| 6         |                 | 131석      | 44석       | 175석                          | 전국구를 처음으로 도입.                                          |
| 7         |                 | 131석      | 44석       | 175석                          |                                                                  |
| 8         |                 | 153석      | 51석       | 204석                          |                                                                  |
| 대수      | 선거구 획정일   | 지역구     | 국민회의   | 총 의석 수                     | 비고                                                             |
| 9         |                 | 146석      | (73석)     | 219석                          | 중대선거구제 도입. 전국구 폐지.(유신정우회를 이용한 간선제 전환) |
| 10        |                 | 154석      | (77석)     | 231석                          |                                                                  |
| 대수      | 선거구 획정일   | 지역구     | 비례대표   | 총 의석 수                     | 비고                                                             |
| 11        |                 | 184석      | 92석       | 276석                          | 전국구 부활.                                                     |
| 12        |                 | 184석      | 92석       | 276석                          | 마지막 중대선거구제 선거.                                        |
| 13        |                 | 224석      | 75석       | 299석                          | 소선거구제로 전환.                                               |
| 14        |                 | 237석      | 62석       | 299석                          |                                                                  |
| 15        | 1996년 2월 6일  | 253석      | 46석       | 299석                          |                                                                  |
| 16        | 2000년 2월 16일 | 227석      | 46석       | 273석                          | 전국구에서 비례대표로 명칭 전환.                                 |
| 17        | 2004년 3월 12일 | 243석      | 56석       | 299석                          | 1인 2표제(지역구/비례대표)로 변경.                               |
| 18        | 2008년 2월 21일 | 245석      | 54석       | 299석                          |                                                                  |
| 19        | 2012년 2월 29일 | 246석      | 54석       | 300석                          |                                                                  |
| 20        | 2016년 3월 3일  | 253석      | 47석       | 300석                          | 사전투표제 도입 이후 총선.                                       |
| 21        | 2020년 3월 7일  | 253석      | 47석       | 300석                          | 연동형 비례대표제 도입.                                          |
| 22        | 2024년 2월 29일 | 254석      | 46석       | 300석                          |                                                                  |

### 광역의원 선거구 수
| 선거 대수 (년도) | 선거구 획정일   | 지역구 | 비례대표 | 총 의석 수                                  | 비고                                        |
| ---------------- | --------------- | ------ | -------- | ------------------------------------------- | ------------------------------------------- |
| (1952년)         |                 | 306석  |          | 306석                                       | 전쟁 중 미수복 지역을 제외하고 선출한 선거. |
| (1956년)         |                 | 437석  | 437석    |                                             |                                             |
| (1960년)         |                 | 485석  | 485석    | 이후에 5·16 군사 정변으로 인한 무기한 연기. |                                             |
| (1991년)         |                 | 866석  | 866석    | 6월 민주항쟁 이후에 시행한 선거.            |                                             |
| 제1회            |                 | 875석  | 95석     | 970석                                       | 비례대표제 도입.                            |
| 제2회            |                 | 616석  | 75석     | 690석                                       |                                             |
| 제3회            |                 | 609석  | 73석     | 682석                                       |                                             |
| 제4회            |                 | 655석  | 78석     | 733석                                       |                                             |
| 제5회            |                 | 680석  | 81석     | 761석                                       |                                             |
| 제6회            |                 | 705석  | 84석     | 789석                                       | 사전투표제 도입.                            |
| 제7회            | 2018년 3월 5일  | 737석  | 87석     | 824석                                       |                                             |
| 제8회            | 2022년 4월 14일 | 779석  | 93석     | 872석                                       |                                             |

### 기초의원 선거구 수
| 선거 대수 (년도) | 선거구 획정일   | 지역구   | 비례대표 | 총 의석 수                                                 | 비고                                        |
| ---------------- | --------------- | -------- | -------- | ---------------------------------------------------------- | ------------------------------------------- |
| (1952년)         |                 | 17,544석 |          | 17,559석                                                   | 전쟁 중 미수복 지역을 제외하고 선출한 선거. |
| (1956년)         |                 | 17,457석 | 17,457석 |                                                            |                                             |
| (1960년)         |                 | 16,851석 | 16,851석 | 이후에 5·16 군사 정변으로 인한 무기한 연기.                |                                             |
| (1991년)         |                 | 4,304석  | 4,304석  | 6월 민주항쟁 이후에 시행한 선거. 정당공천을 실시하지 않음. |                                             |
| 제1회            |                 | 4,541석  | 4,541석  |                                                            |                                             |
| 제2회            |                 | 3,489석  | 3,489석  |                                                            |                                             |
| 제3회            |                 | 3,485석  | 3,485석  |                                                            |                                             |
| 제4회            |                 | 2,513석  | 375석    | 2,888석                                                    | 정당공천제 실시. 비례대표제 도입.           |
| 제5회            |                 | 2,512석  | 376석    | 2,888석                                                    |                                             |
| 제6회            |                 | 2,519석  | 379석    | 2,898석                                                    | 사전투표제 도입.                            |
| 제7회            | 2018년 3월 5일  | 2,541석  | 385석    | 2,926석                                                    |                                             |
| 제8회            | 2022년 4월 14일 | 2,602석  | 386석    | 2,988석                                                    |                                             |

## 논란

### 잦은 선거구 변경과게리맨더링논란
충청북도 괴산군은 1973년 제9대 국회의원 선거에서 진천군, 음성군과 하나의 선거구로 묶인 이래, 단독 선거구가 되었다가 다시 합병되는 등 네 차례의 선거구 변경이 있었다. 이후 2016년 제20대 국회의원 선거를 앞두고는 증평군이 괴산군과 생활문화권이 다르다 하여 '선거구 독립'을 요구하면서 엉뚱하게도 남부3군(보은군, 옥천군, 영동군)과 합병되었다. 이렇게 선거구가 자주  바뀌면서 게리맨더링 논란도 심화되고 있다. 경기도 용인시의 상현동은 수지구에 속하지만 선거구는 기흥구에 속해있으며, 동백동과 마북동은 기흥구에 속해있으나 선거구는 처인구에 붙어있다. 이는 생활권과 무관하게 정치권의 이해에 따른 선거구 조정이 아니냐는 게리맨더링 논란을 불러일으키고 있다. 2020년 21대 국회의원 선거에서도 전라남도 순천시와 광양시구례군곡성군 선거구가 단독선거구 순천시를 해룡면을 광양시구례군곡성군을 조정되어서 순천시광양시구례군곡성군 갑ㆍ을으로 재편되어서 4개 시군주민들에게부터 반발하고 있다.

### 선거구 규모 문제
선거구 획정은 인구, 행정 구역, 생활 문화권 등을 모두 고려하지만 가장 중요한 기준은 인구이다. 그렇다보니 상대적으로 인구가 적은 농어촌 지역의 경우 규모가 큰 '공룡선거구'를 탄생시키게 되고, 이는 지역대표성을 훼손하여 다시 도시와 농촌의 불평등을 더욱 심화시키게 된다. 인천광역시에는 중구·동구·강화군·옹진군 선거구도 면적이 723km2로 인천광역시 전체의 69%를 차지하는 인천광역시 지역구의 최대 선거구다. 특히 서울특별시 전체 면적인 605km2보다도 훨씬 넓어서 악명이 상당히 높다. 충북과 전남·북, 경남·북에는 지자체 네 곳을 아우르는 공룡 선거구가 생겼으며, 강원도에는 지자체 다섯 곳이 묶인 선거구도 두 군데나 탄생하게 되었다. 이는 국회의원이 지역 주민의 의견을 수렴하는 것이 쉽지 않다는 문제도 생기게 된다. 한편, 인구가 밀집된 대도시 지역은 하나의 행정구역을 세내 개로 쪼개는 현상도 일어나고 있다. 경기도 고양시와 부천시, 용인시, 충청북도 청주시는 네 개의 선거구로 나뉘었으며, 경기도 수원시의 경우 갑·을·병·정·무의 다섯 개로 선거구를 구획했다. 경상남도 창원시도 일반구 다섯 개를 각각의 선거구로 획정했다.

## 같이 보기
- 대한민국의 선거
- 대한민국 중앙선거관리위원회
- 대한민국 공직선거법